# NEWSワイド京都
『NEWSワイド京都』（ニュースワイドきょうと）は、1996年10月から2001年9月までKBS京都テレビで放送されていた報道番組である。
番組は京都府内のニュースを中心とする構成で、他に特集、スポーツ情報、天気予報なども伝えていた。初期には、曜日別に女性のお天気キャスターを採用していた。また、各曜日にコメンテーターが出演していた時期もある。
後番組は『ニュースきっちん』。

## 放送時間
放送時間は曜日によって異なっていた。
月曜日から木曜日までは30分枠で、金曜日のみ1時間枠で放送。金曜日は後に『NEWSうしろの正面』へと移行したが、その後、『うしろの正面』のニュース部分が分離したため、25分番組 → 30分番組として復活した。
1997年4月から1998年9月までは土曜日と日曜日にも15分枠で放送されていた。土日も含めた全曜日放送のKBSのニュース番組は、『タイムリー10』以来となる。

### 月曜日 - 木曜日
- 21:25 - 22:00 （1996年10月 - 1998年3月） - 1997年12月の一時期、21:25 - 22:15に拡大していたことがある（地球温暖化防止京都会議開催に伴う）。
- 21:30 - 22:00 （1998年4月 - 2001年9月）

### 金曜日
- 21:25 - 22:25 （1996年10月 - 1998年3月）
- 21:30 - 22:25 （1998年4月 - 2000年3月）
- 21:30 - 21:55 （2001年1月 - 2001年3月） - 2000年4月から12月までは『NEWSうしろの正面』が放送されていた。
- 21:30 - 22:00 （2001年4月 - 2001年9月）

### 土曜日
- 21:05 - 21:20 （1997年4月 - 1998年3月）
- 21:00 - 21:15 （1998年4月 - 1998年9月）

### 日曜日
- 21:00 - 21:15 （1997年4月 - 1998年9月）

## 出演者

### 月曜日 - 金曜日
- 井土昌子（メインキャスター、1996年10月 - 1998年3月）
- 宮本英樹（アシスタント、1996年10月 - 1998年3月）
- 梶原誠（アシスタント、1996年10月 - 1998年3月）
- 飛鳥井雅和（メインキャスター、1998年4月 - 2001年9月）
- 吉田利佐（アシスタント、1998年4月 - 1999年3月（月曜日 - 木曜日）、1998年4月 - 1998年9月（金曜日））
- 吉見由香（アシスタント、1998年10月 - 1999年3月（金曜日のみ））
- 平野智美（アシスタント、1999年4月 - 2001年9月（月曜日・火曜日、後に隔週金曜日））
- 堀川節子（アシスタント、1999年4月 - 2001年9月（水曜日・木曜日、後に隔週金曜日））
- 中大路信子（アシスタント、1999年4月 - 2000年3月（金曜日のみ））

### 土曜日・日曜日
- 土屋明子（土曜日キャスター、1997年4月 - 1998年3月）
- 中村薫（日曜日キャスター、1997年4月 - 1998年3月）
- 朝日由美（キャスター、1998年4月 - 1998年9月）

## 主なコーナー
市民声論
その日のニュースについて街頭インタビューを行い、市民の意見を聞くコーナー。このコーナーは、後番組の『ニュースきっちん』や『Live5』でも続けられた。
修学旅行だより
京都府内の小学校・中学校・高校が行う修学旅行およびスキー研修の安否情報を伝えていた。番組終了後も最終版の『京都新聞ニュース』と『Weekly925』で継続していたが、2009年3月に終了した。
ウィークリービデオ&コント（後に「週刊KB'S」と改称）
金曜日に放送。一週間の出来事を最新のヒット曲にのせて振り返り、最後に世相を風刺したショートコントの映像が流れるという構成だった。一週間の出来事を振り返る企画は、現在でも『Weekly925』で継続中。

## 備考
- 初代メインキャスターの井土昌子は、時々ニュースの現場から中継で出演する事があった。地球温暖化防止京都会議の開催期間中は、土日も含めて毎日会場の国立京都国際会館前から、最新情報を伝えていた（この間スタジオキャスターは、日曜日担当の中村薫が代行していた）。また1997年5月29日には、京都市営地下鉄烏丸線延伸開業直前の国際会館駅へ、同年10月11日には京阪京津線部分廃止当日の京津三条駅へ中継に赴いた（後者は翌12日（京都市営地下鉄東西線開業日）と併せて、放送時間も21:30まで延長された）。
- KBSは報道特別番組をほとんど放送しない傾向にあるが、2001年9月11日にアメリカ同時多発テロが発生した際には、翌9月12日に本番組を22:00 - 23:10の拡大版（本来は21:30開始だが、プロ野球中継の延長に伴い30分遅れ）として放送した。
- 番組開始から1998年9月まで、全国ニュースに関しては当日夕方に放送された『ステーションEYE』→『スーパーJチャンネル』（テレビ朝日）のVTR映像をそのまま流用して伝えていた。その後、テレビ東京の映像を使っていた時期もあるが、現在KBS京都のニュースにおいて、東京のニュースを伝える際にはTOKYO MXの映像を使用している。
- ケーブルテレビの洛西ケーブルビジョンがコミュニティチャンネルで放送している『ニュースワイド京都』とは、ともに京都新聞が関わっているという点では共通しているが、まったくの別番組である。

| KBS京都テレビ 夜のニュース 1996.10 - 2001.9 | KBS京都テレビ 夜のニュース 1996.10 - 2001.9 | KBS京都テレビ 夜のニュース 1996.10 - 2001.9 |
| 前番組                                      | 番組名                                      | 次番組                                      |
| ------------------------------------------- | ------------------------------------------- | ------------------------------------------- |
| ニュース京都930                             | NEWSワイド京都                              | ニュースきっちん                            |